# Razan al-Najjar
Razan Ashraf Abdul Qadir al-Najjar, née le 11 septembre 1996 à Khan Younès et morte le 1er juin 2018 dans la bande de Gaza, est une secouriste bénévole palestinienne tuée par un fragment de balle tirée par l'armée israélienne, au cours des évènements de la Marche du retour. Selon le New York Times, la balle a ricoché au sol avant de se loger dans sa poitrine, ce qui a entraîné sa mort.

## Biographie
Razan al-Najjar est l'aînée de six enfants nés de Ashraf al-Najjar.
Elle habitait Khuzaa, un village près de la frontière avec Israël.
Elle se porte volontaire pour secourir les blessés lors des évènements palestiniens de la Marche du retour, qui se déroulent le long de la frontière israélienne avec la bande de Gaza.

## Mort
Elle a été mortellement blessée à la poitrine alors qu'elle aidait à évacuer des blessés palestiniens près de la clôture de la frontière entre Gaza et Israël,.
Selon l'enquête du New York Times, elle est tuée par le fragment d'une balle de tireur d'élite qui a ricoché au sol, blessant dans sa course une autre personne. La balle a été tirée à 109 mètres de distance, et le New York Times n'a pas trouvé de « danger imminent » à proximité. Selon l'enquête le tir semble avoir été au mieux « imprudent » et possiblement un « crime de guerre ».
Le lendemain, ses obsèques réunissent plusieurs milliers de personnes.
Une enquête préliminaire israélienne affirme qu'« aucun tir n'a visé délibérément ou directement » Razan. La communication militaire en arabe  tentent de discréditer la jeune femme, notamment en diffusant une vidéo intitulée « Razan était-elle seulement une infirmière ? », où on la voit prétendument lancer un fumigène,. Dans la vidéo, elle déclare être « ici sur la ligne de front en tant que bouclier humain ». La citation est cependant tronquée, l'interview par un organe de presse arabe rapportant « Je suis ici sur la ligne de front en tant que bouclier humain protecteur pour sauver les blessés ». Le porte-parole de l'armée israélienne affirme que sa mort est un accident et admet ne pas connaître les circonstances de sa mort. 
L'armée israélienne a ouvert une enquête après sa mort, sans que les résultats ne soient publiés au grand public.

### Reconnaissance des Nations unies
Le 2 juin 2018, un groupe d'agences des Nations unies à New York exprime dans un communiqué sa profonde inquiétude à la suite de la mort d'al-Najar, « clairement identifiée comme membre du personnel médical », et déclare que le meurtre de l'infirmière est « particulièrement répréhensible ». L'émissaire de l'ONU pour le Moyen-Orient, sur Twitter, réaffirme que le personnel médical ne doit pas être une cible (« Medical workers are not a target »),.